# تورتسک
تورتسک (به اوکراینی: Торецьк) شهری در استان دونتسک در کشور اوکراین واقع شده‌است. جمعیت این شهر ۳۱,۴۱۳ نفر (۲۰۲۱ تخمینی) است.

## نگارخانه

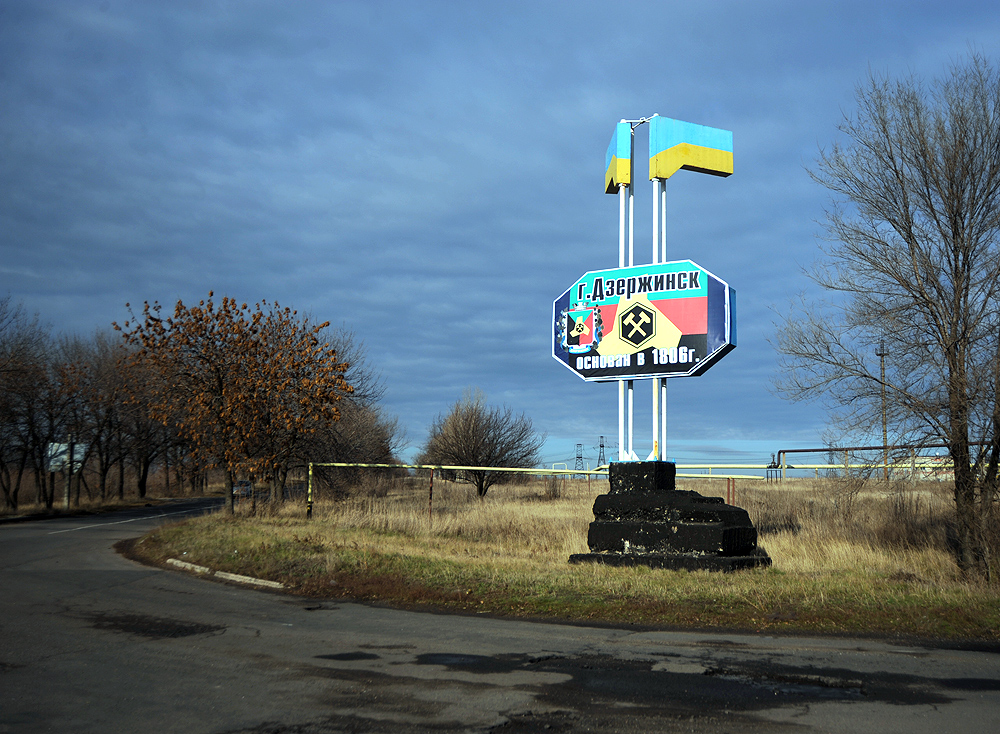
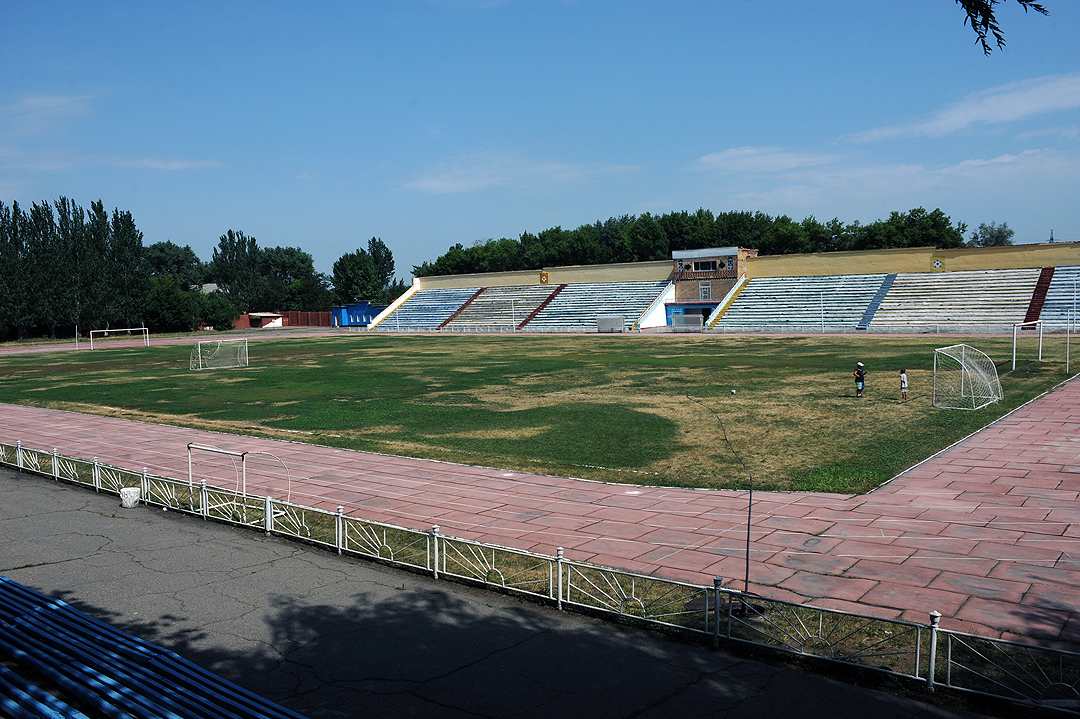
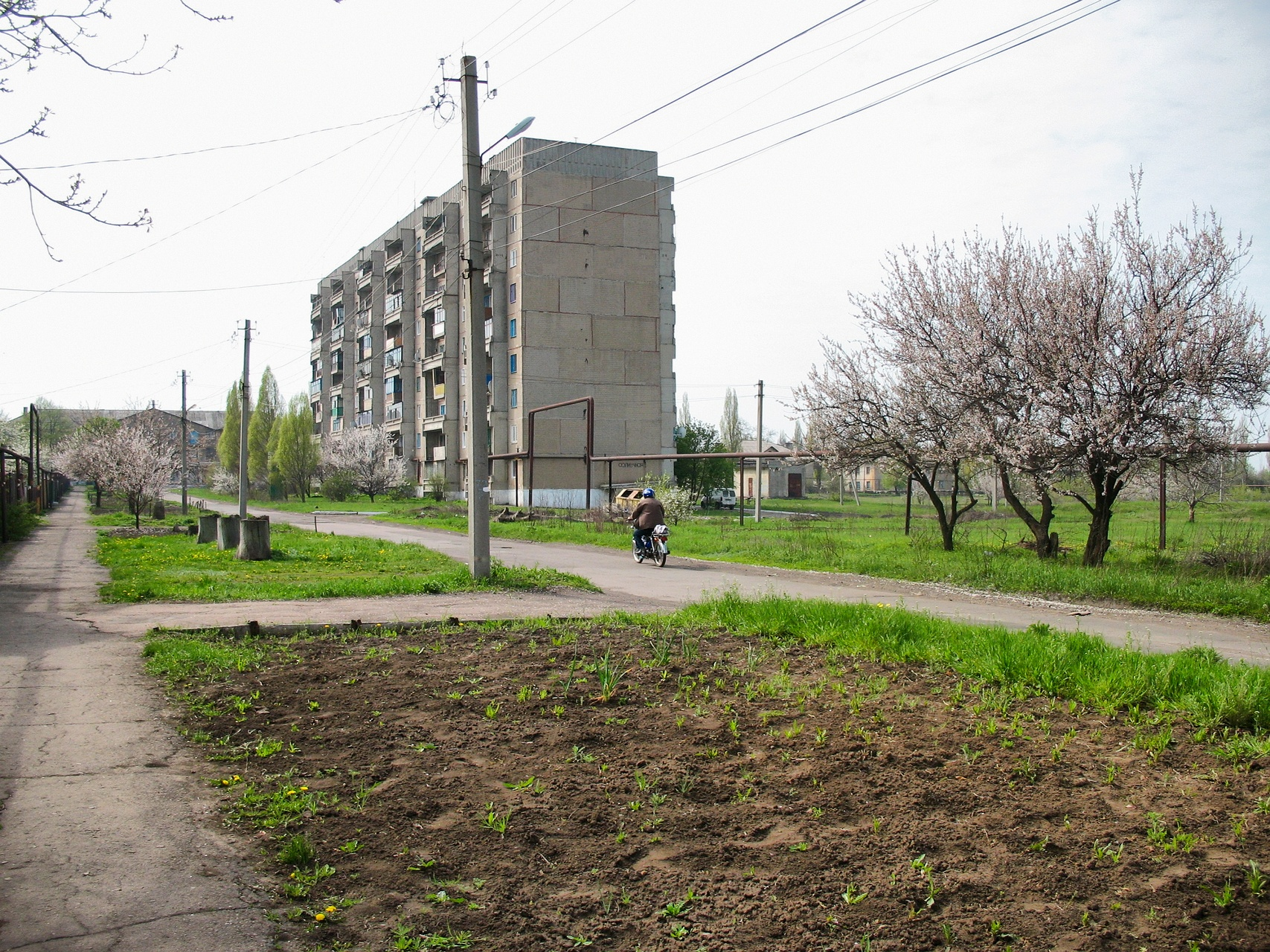
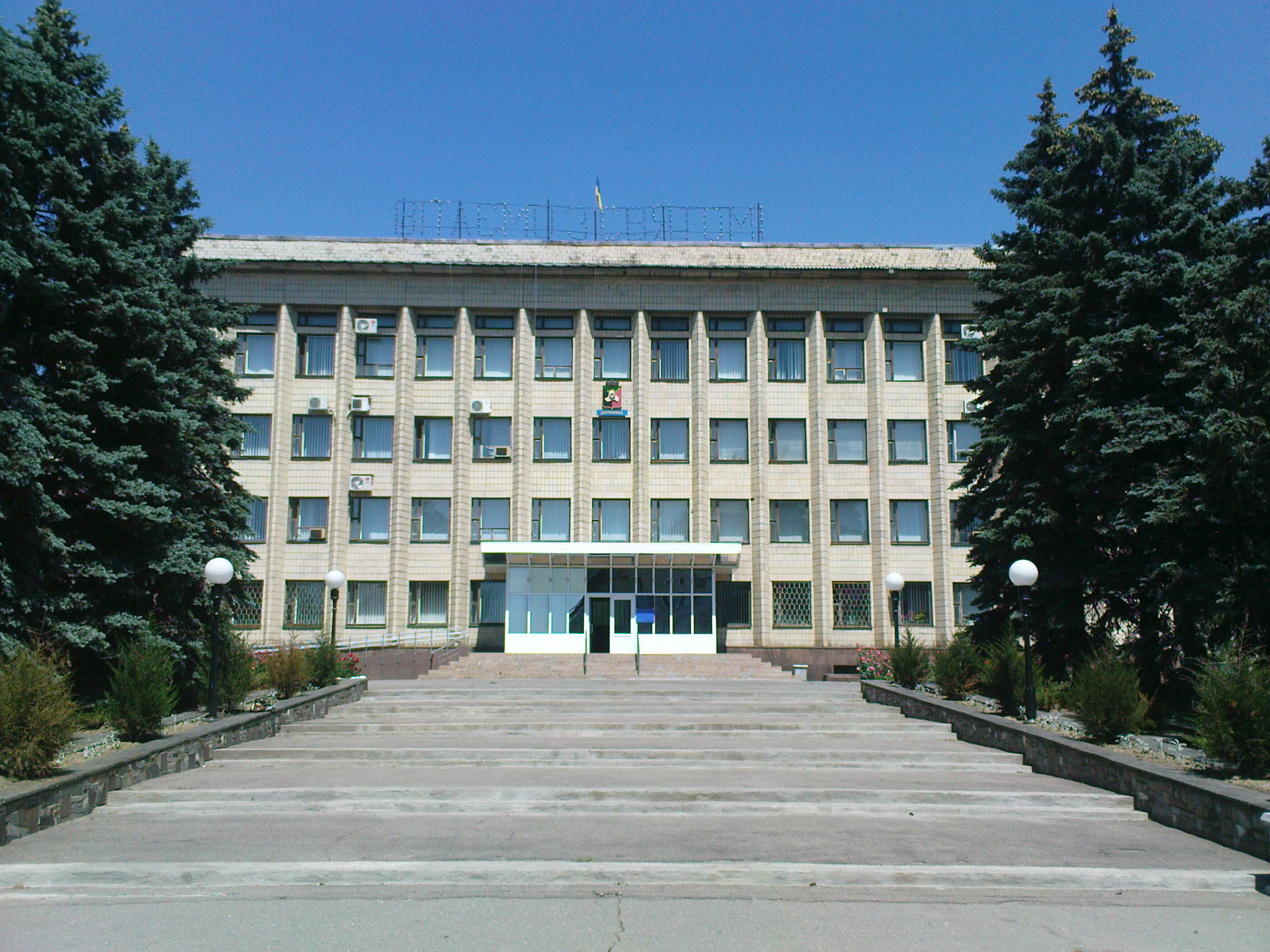
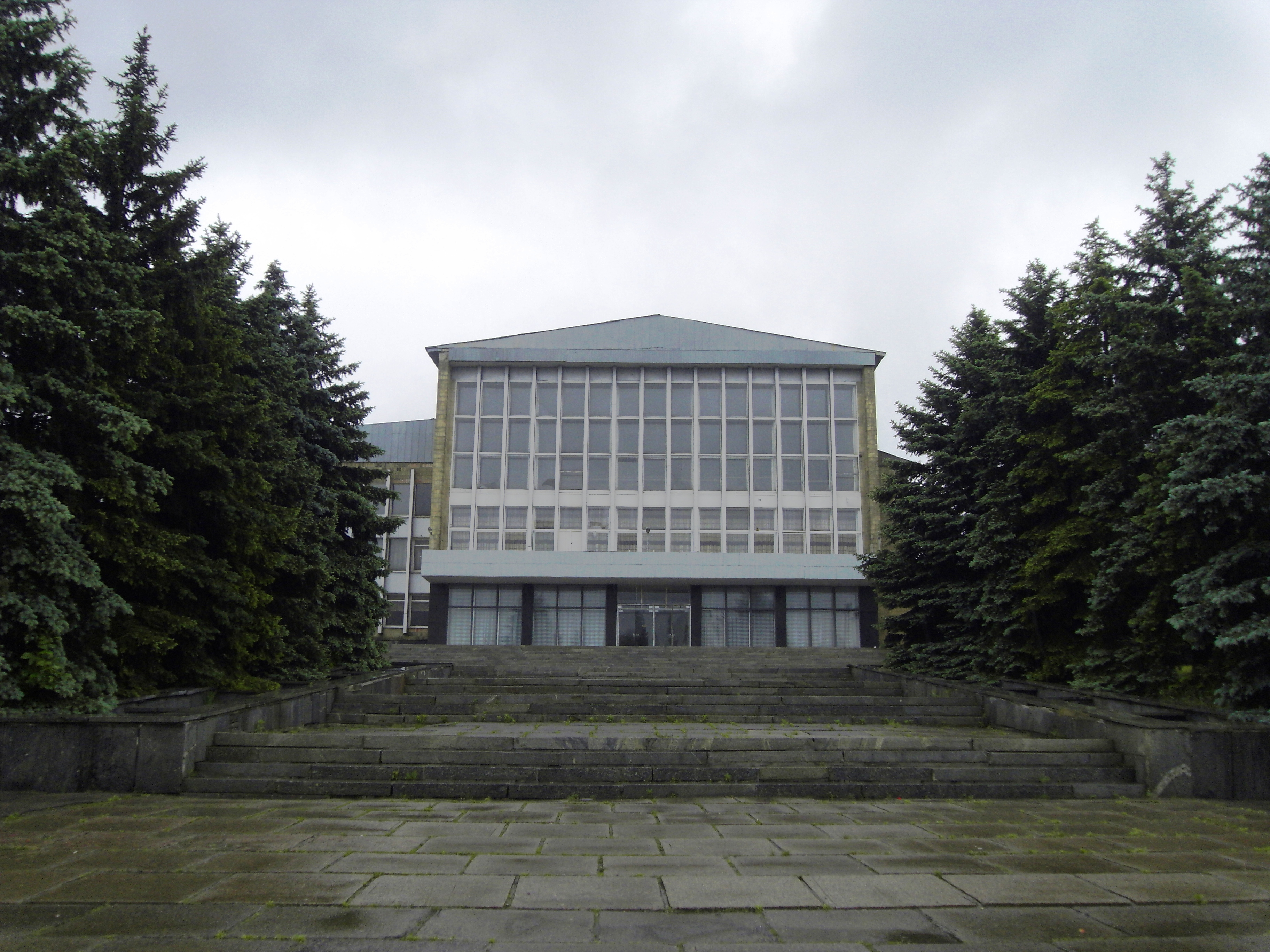
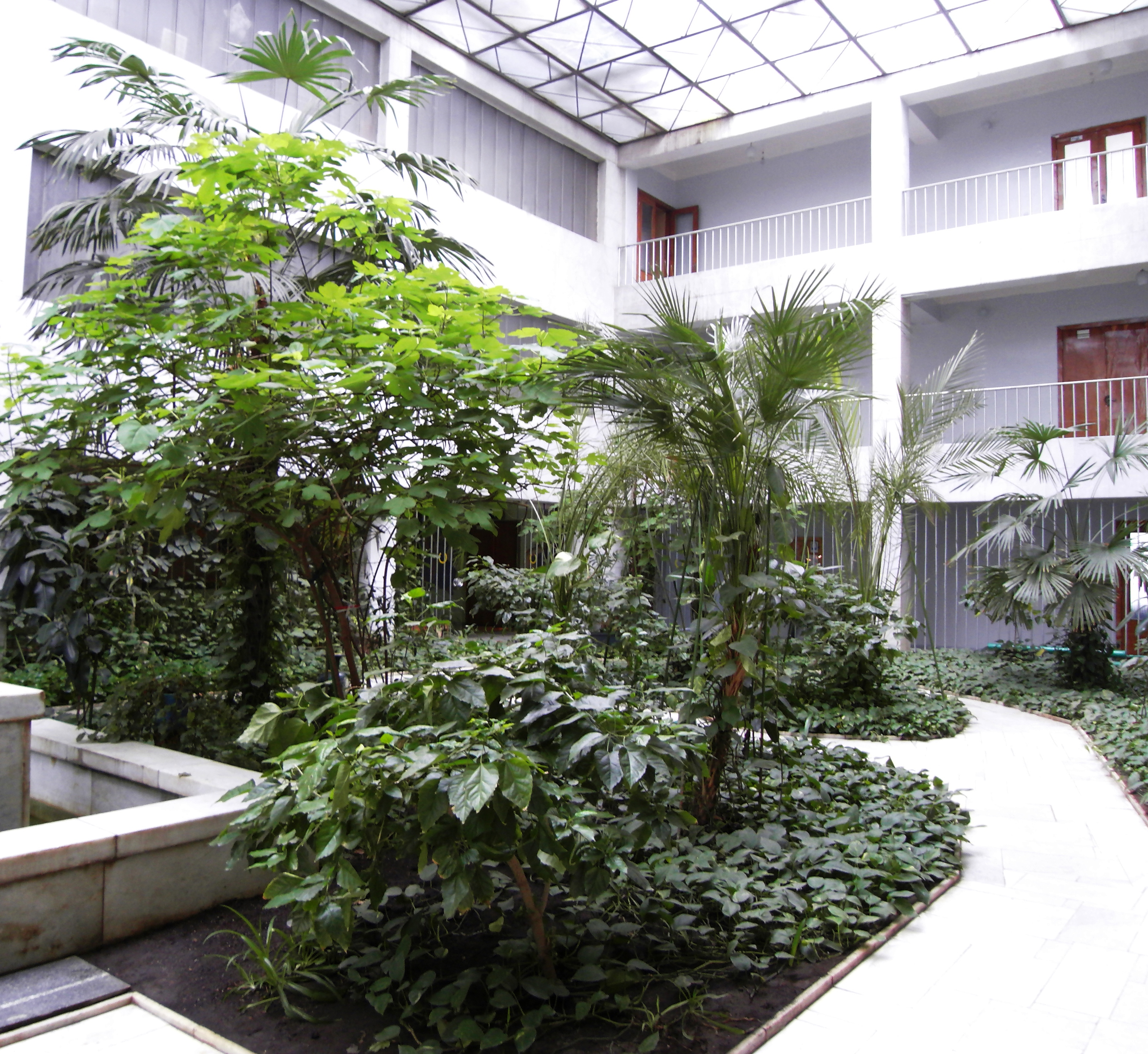
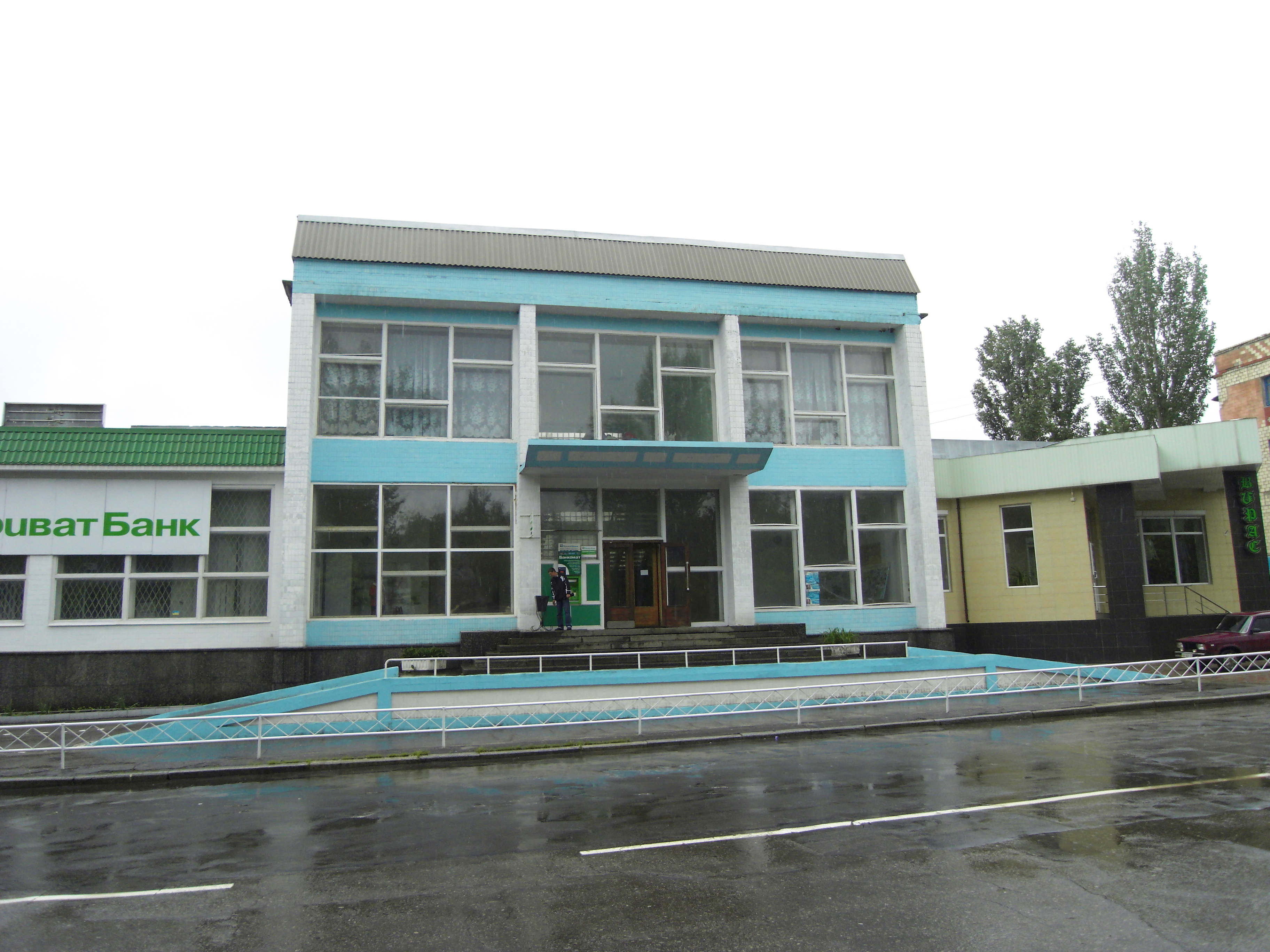
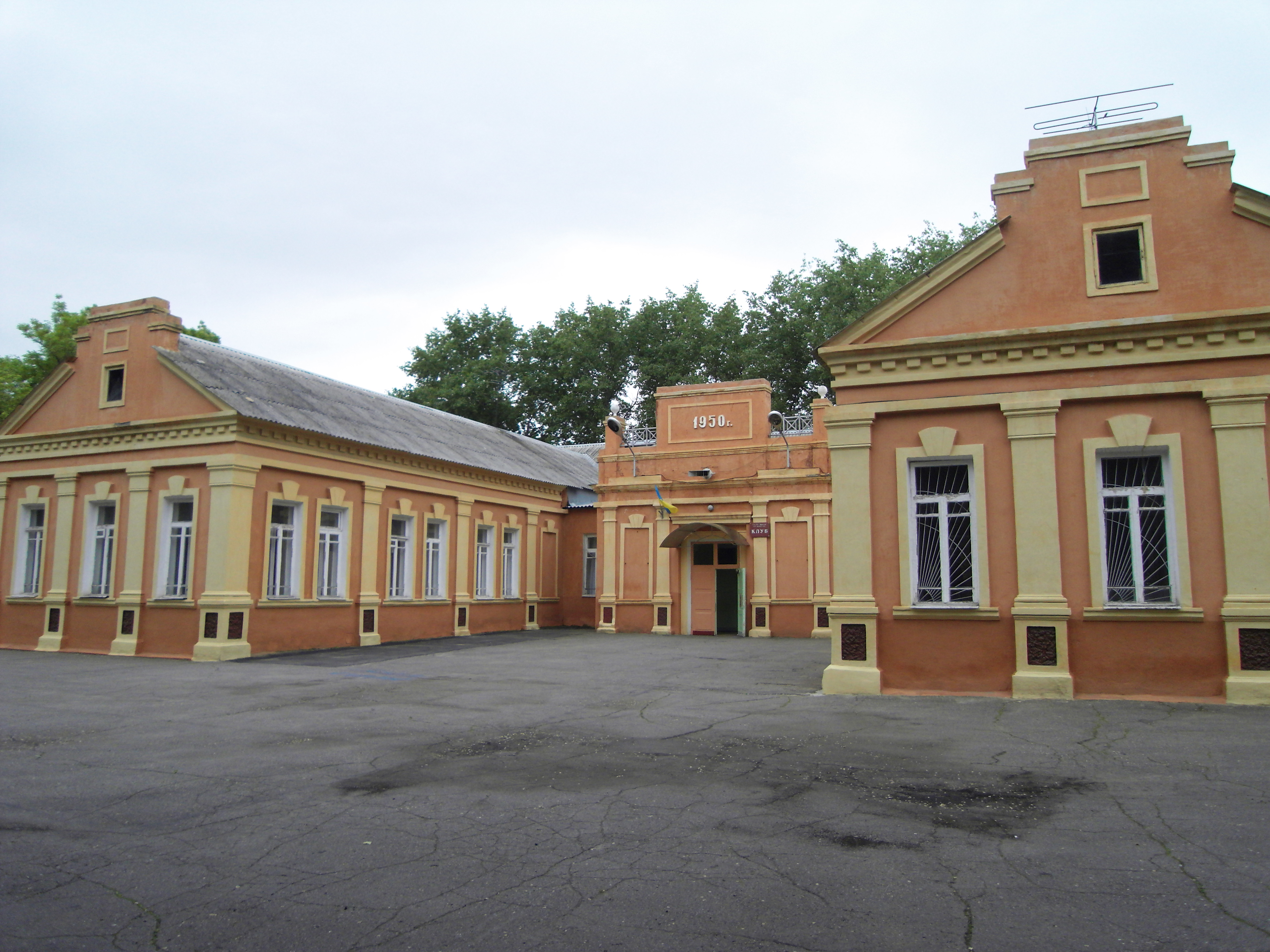
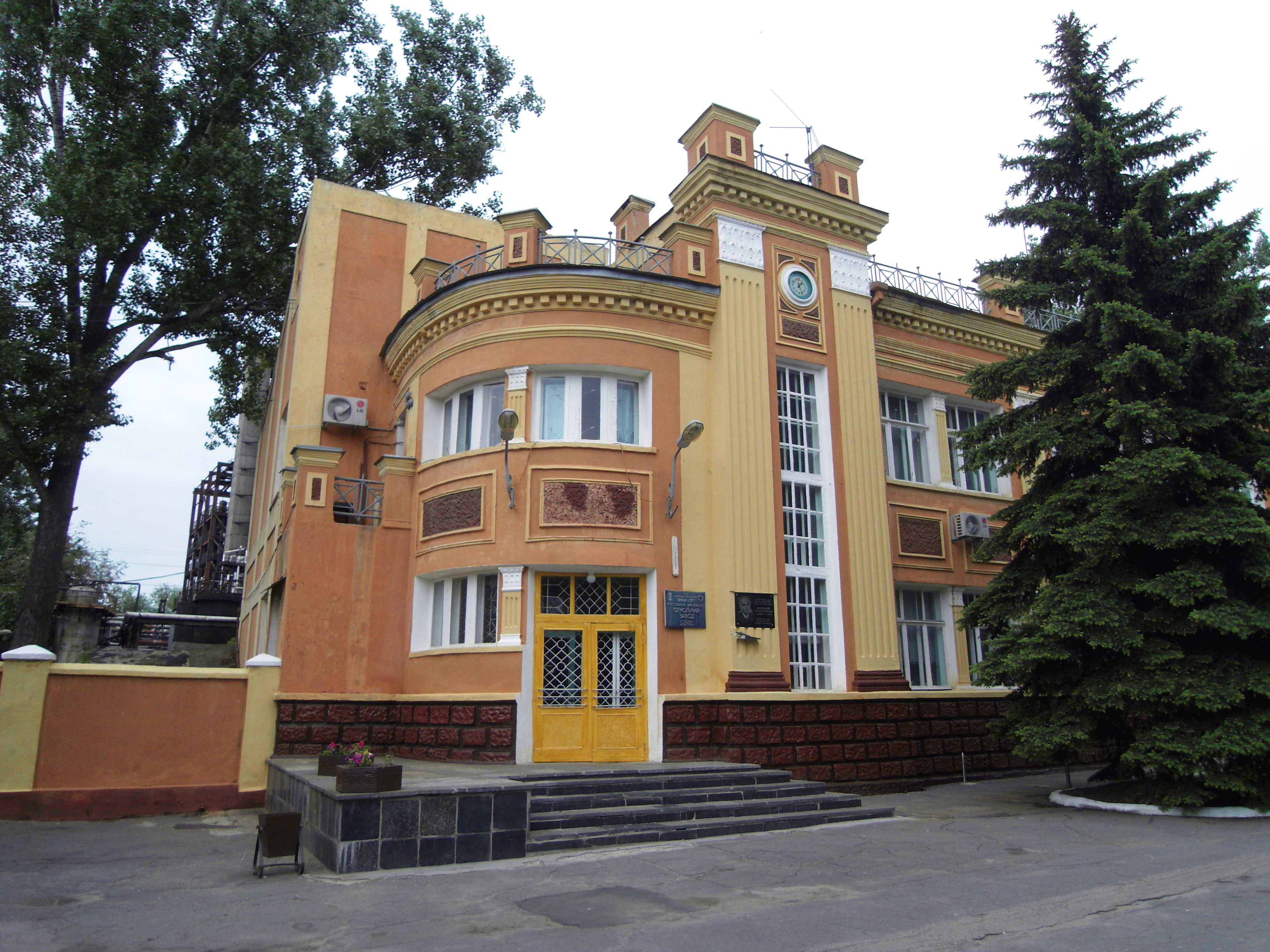
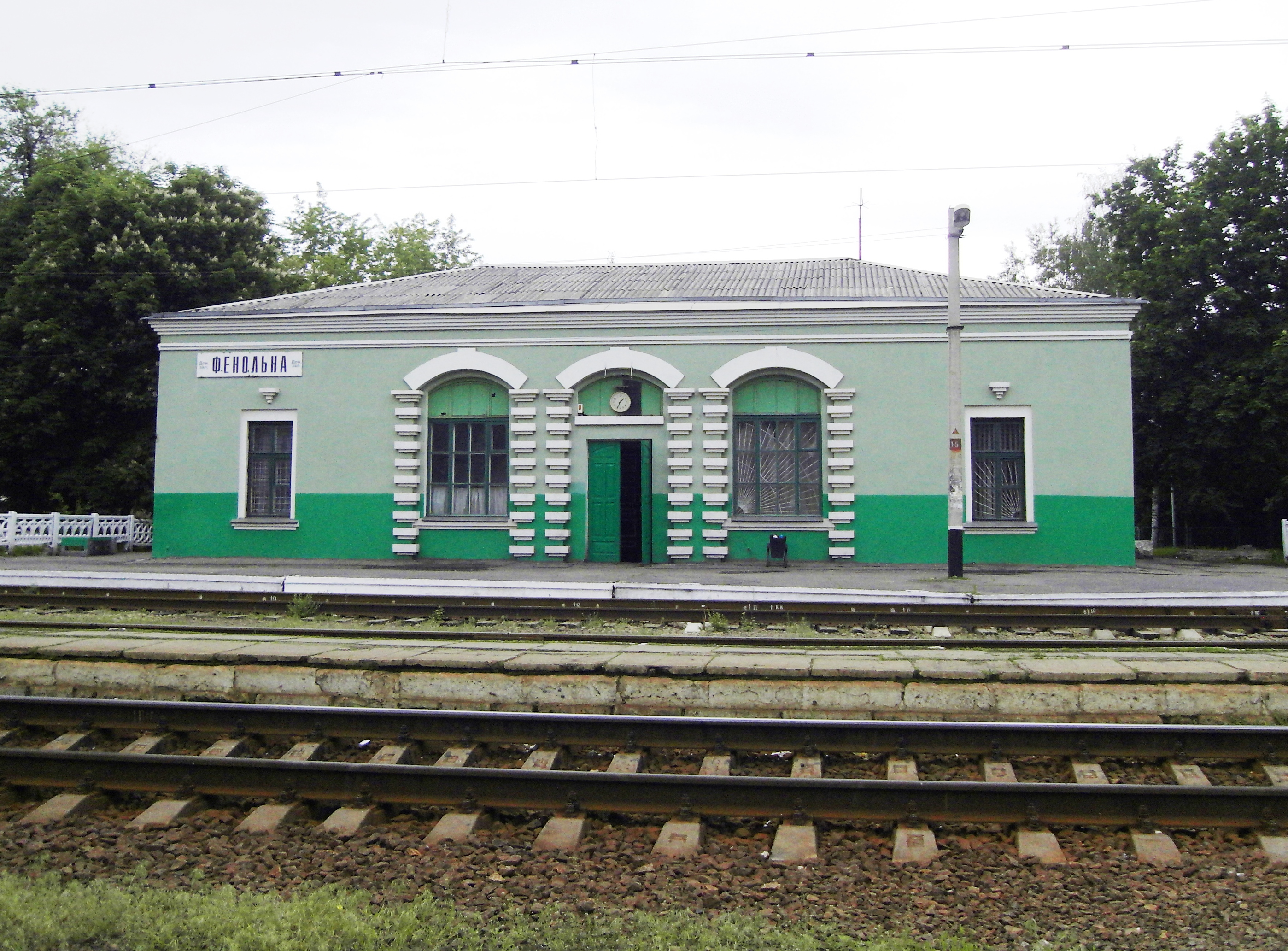
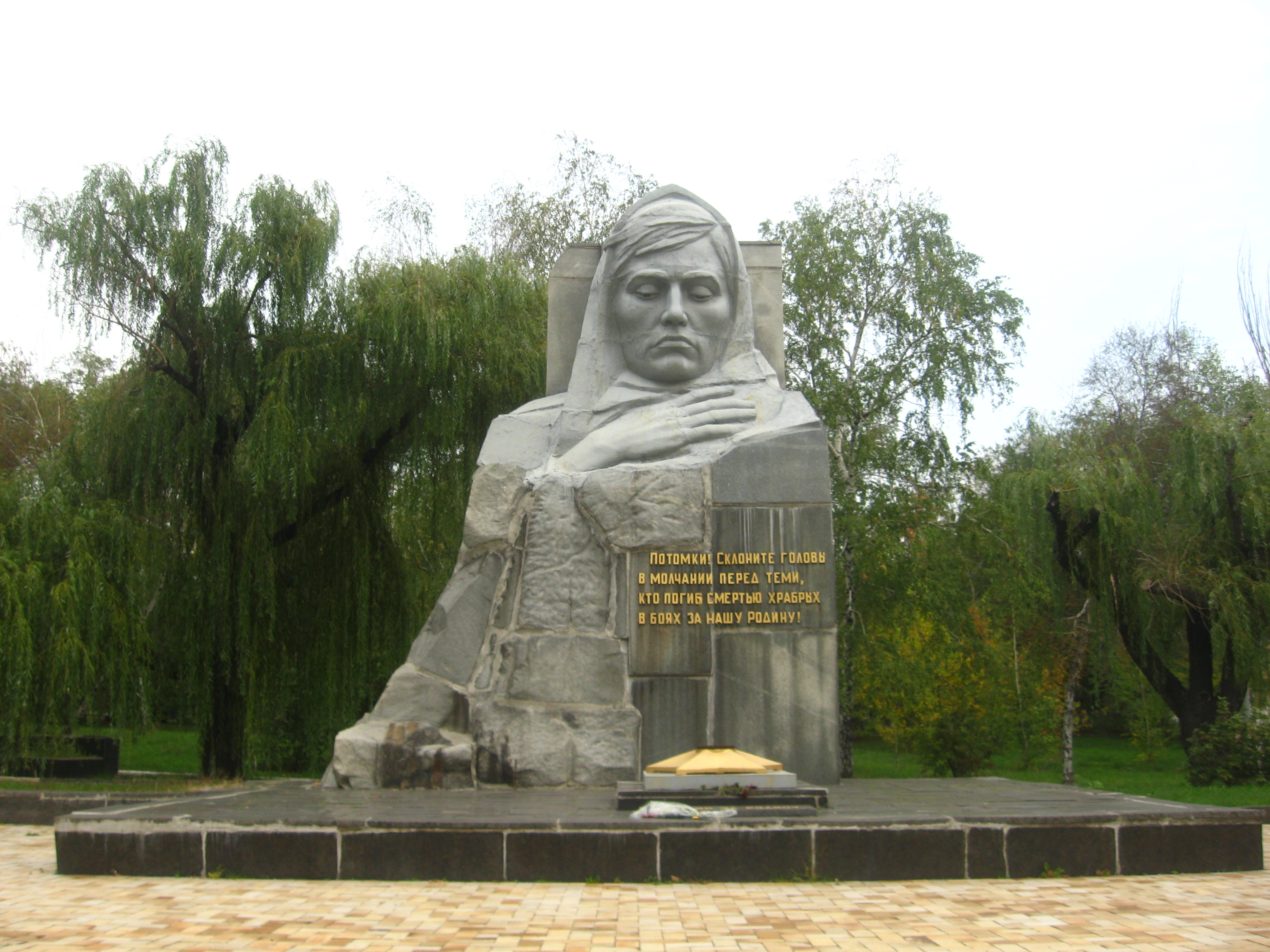